# Zahed Gilani

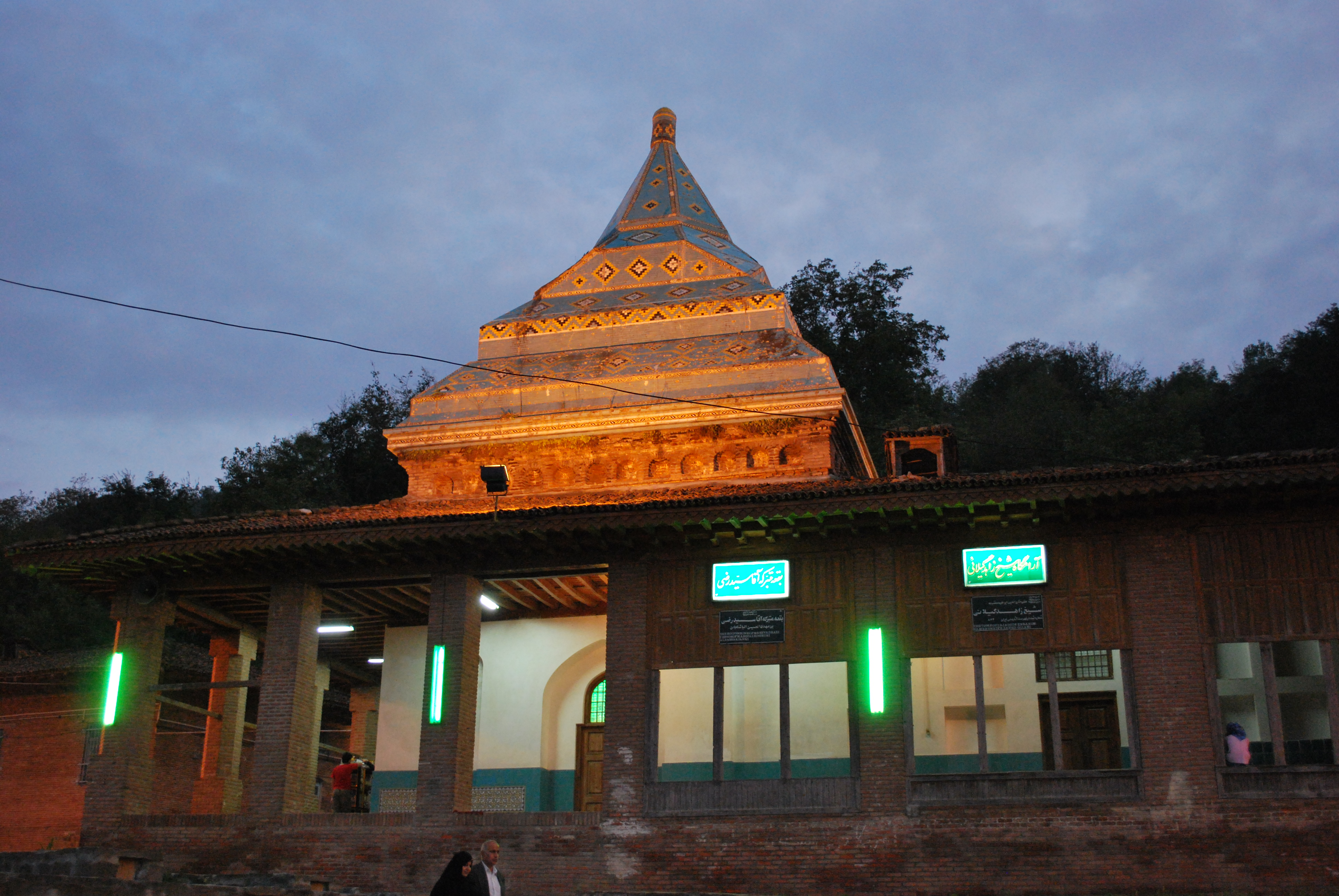
Schrein des Zahed Gilanis

Scheich Zahed Gilani, mit vollem Namen Tadsch al-Din Ibrahim ibn Ruschan Amir al-Kordi al-Sandschani (arabisch تاج الدين ابراهيم الكردي السنجاني‎; * 1216; † 1301) war ein islamischer Mystiker und Großmeister des nach ihm benannten Sufiordens Zahediyyeh. 
Viele Pilger zieht es zu Zahed Gilanis Grab in dem Ort Scheichanvar in der Nähe der Stadt Lāhidschān, in der iranischen Provinz Gilan. Zahed Gilanis Vorfahren stammten aus der Stadt Sanjan aus dem damaligen Groß-Chorasan im Nordosten des Irans, heute ein Teil Turkmenistans. Sie flohen vor den Seldschuken, die damals begannen Chorasan zu erobern. Zahed Gilanis Familie siedelte sich im späten 11. Jahrhundert in Gilan an. Scheich Zahed gelang es den Iran regierenden Ilchane Herrscher Ghazan Khan für sich einzunehmen und großen religiösen und kulturellen Einfluss zu erwerben. 
Scheich Zahed Gilanis bedeutendster Schüler war Safi Al Din Ardebili, der spätere Namensgeber der Safawidendynastie. Safi Al Din heiratete Zahed Gilanis Tochter Bibi Fatemeh und wurde, Zahed Gilanis ältesten Sohn übergehend, als Nachfolger Scheich Zaheds, von diesem als Großmeister des Zahediyyeh-Ordens eingesetzt. Zahed Gilanis zweiter Sohn heiratete eine Tochter Safi Al Dins aus einer früheren Ehe.
Im 17. Jahrhundert schrieb ein Nachkomme Zahed Gilanis namens Scheich Pir Hussein Abdul Zahedi die Silsilat al-Nasab Safawiyya, eine Hagiographie der Safawidendynastie.